# باهم (برنامه تلویزیونی)
باهم (به انگلیسی: Twogether) یک مستند سفر با بازی لی سونگ گی و جسپر لیو است. این برنامه توسط نتفلیکس در ۲۶ ژوئن ۲۰۲۰ منتشر شد.

## خلاصه
بازیگرها لی سونگ گی و جسپر لیو به شش شهر آسیایی (یوگیاکارتا و بالی در اندونزی، بانکوک و چیانگ مای در تایلند، پوکارا و کاتماندو در نپال) سفر می‌کنند که در آنجا آن‌ها باید ماموریت‌هایی را باهم انجام بدهند با وجود اینکه زبان آن‌ها را نمی‌فهمند و همین‌طور برای دیدن طرفدارانی که این مکان‌ها را به آن‌ها پیشنهاد کرده بودند.

## بازیگران
- لی سونگ گی
- جسپر لیو

## تولید

### توسعه
در ۲۴ ژوئن ۲۰۱۹، رسانهٔ خبری کره جنوبی، اُسِن گزارش کرد که لی سونگ گی و جسپر لیو یک وریتی شو را فیلم‌برداری می‌کنند که در آن به دور دنیا سفر خواهند کرد تا طرفداران خود را ملاقات کنند. آژانس لی سونگ گی تأیید کرد که این دو بازیگر در حال برنامه‌ریزی برای بازی در این برنامه هستند اما انکار کرد که نتفلیکس برنامه را منتشر خواهد کرد که این پلتفرم استریم نیز، این را انکار کرد. در ۹ سپتامبر ۲۰۱۹، یک هفته پس از آغاز فیلم‌برداری، نتفلیکس از طریق یک خبر رسمی اعلام کرد که برنامهٔ باهم برای پخش انحصاری در این پلتفرم، در دسترس است.
این برنامه توسط کمپانی سانگ‌سانگ تولید شده‌است که در پشت تولید گیم شوی نتفلیکس، باستد! نیز بوده‌است.

### فیلم‌برداری
فیلم‌برداری از ۲ سپتامبر ۲۰۱۹ در اندونزی آغاز شد و در پاییز در سئول به پایان رسید.

## انتشار
در ۸ ژوئن ۲۰۲۰، پوستر اصلی برای این برنامه منتشر شد و اعلام شد که پخش برنامهٔ باهم در ۲۶ ژوئن آغاز خواهد شد. اولین تریلر در ۱۱ ژوئن و دومین تریلر در ۲۳ ژوئن منتشر شد.

## بازخورد انتقادی
جوئل کلر از دسایدر می‌گوید: «باهم یک سرگرمی خوشایند است که دارای مناظر عالی و دو ستارهٔ دلپسند جوان است. فرقی نمی‌کند که زیرنویس‌ها را بخوانید یا نه، شما آرزو خواهید کرد که در ماجراجویی‌های جسپر و سونگ-گی باشید.»